# Náměstí Republiky (Plzeň)

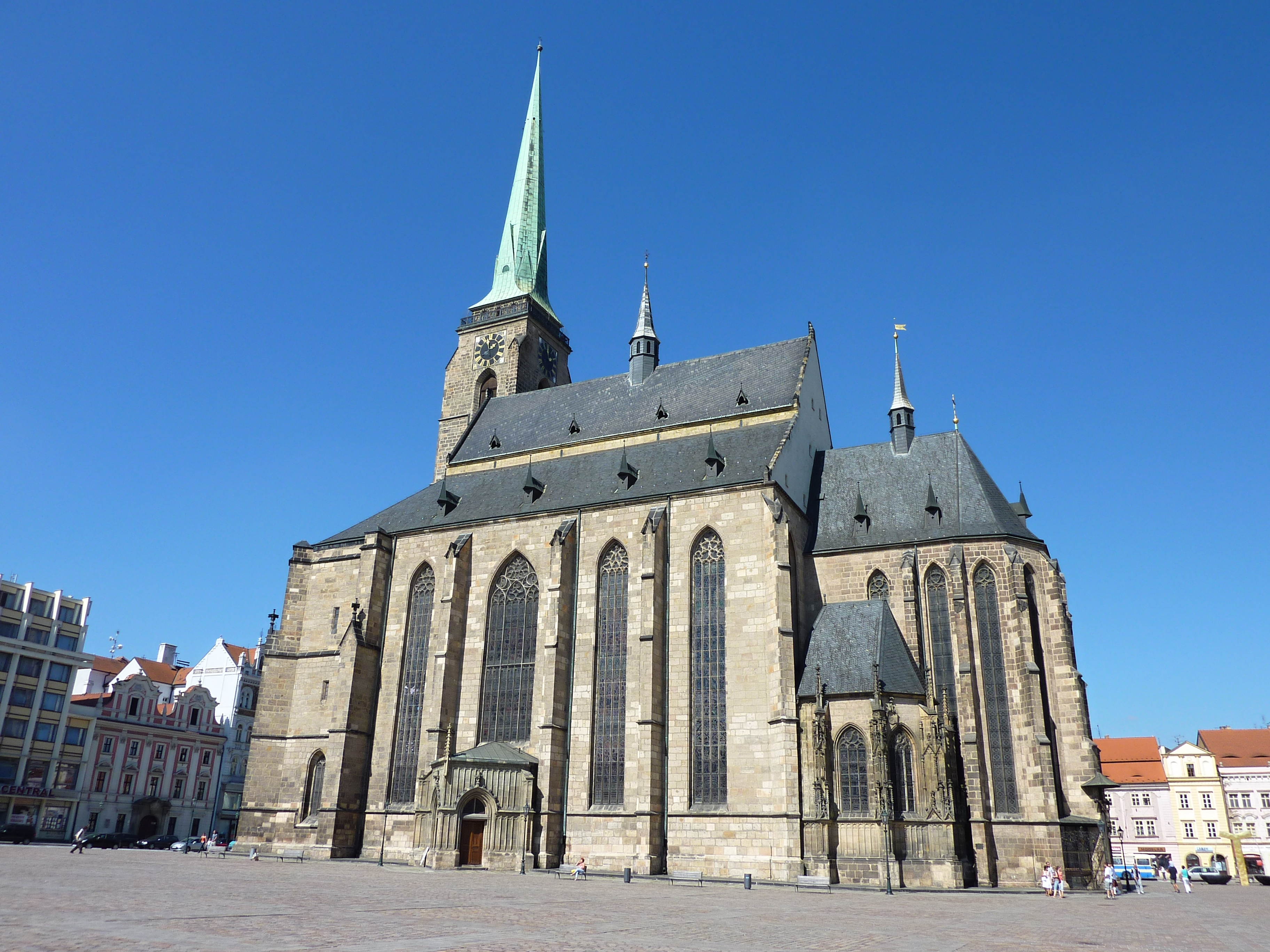
Katedrála svatého Bartoloměje

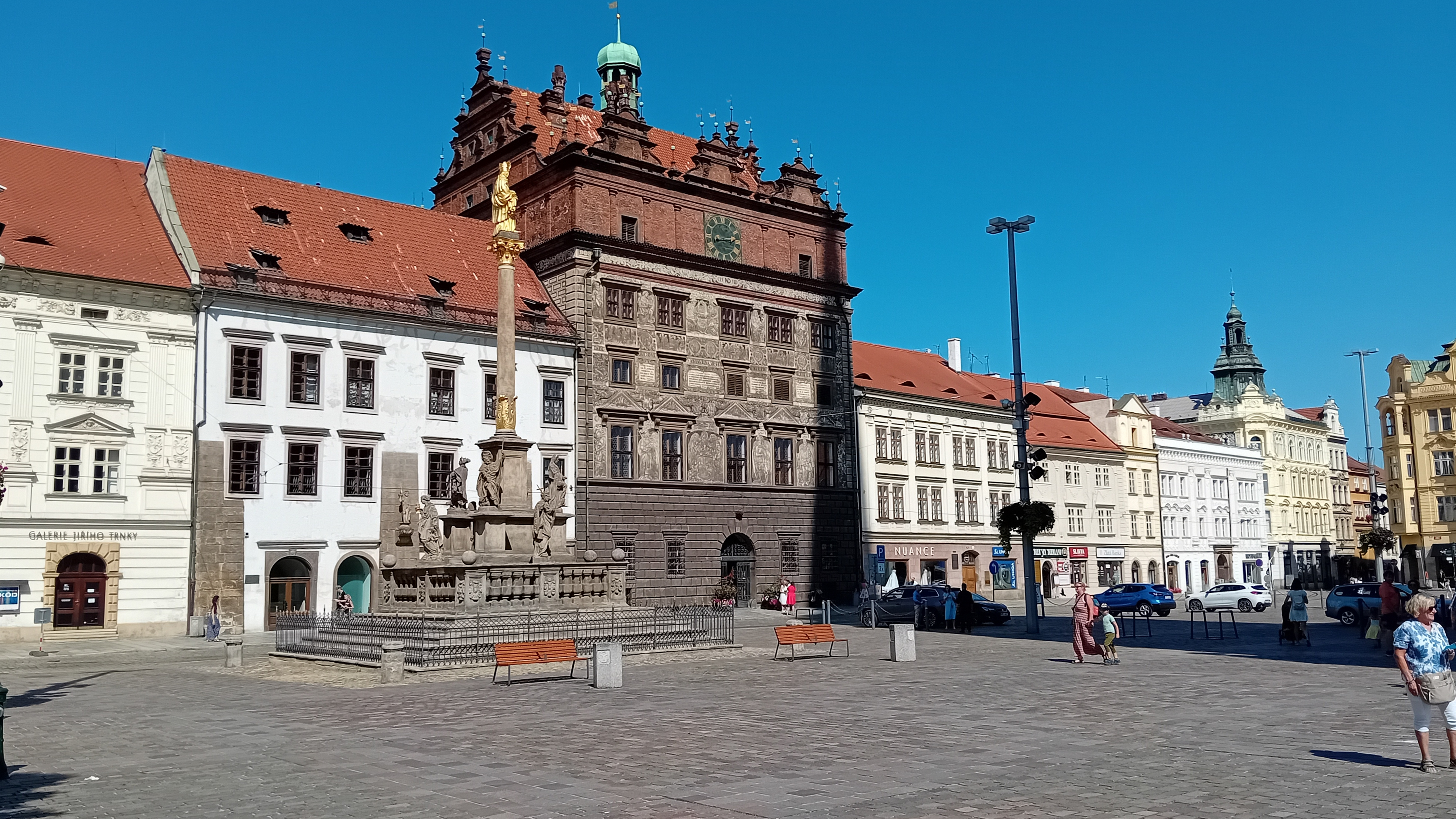
Severozápadní roh s morovým sloupem

Náměstí Republiky v Plzni je nejdůležitějším a nejvýznamnějším náměstím města.
Náměstí obdélníkového půdorysu o rozměrech 139 × 193 m je jedno z největších v Evropě a největší mimopražské středověké náměstí v Čechách. Původně mělo náměstí výměru 200 x 145 m a zabíralo sedminu výměry celého města. Leží ve středu městské památkové rezervace a nachází se na něm řada významných památek, například katedrála svatého Bartoloměje, plzeňská radnice, biskupská rezidence nebo soubor měšťanských domů. V severozápadním rohu stojí morový sloup z roku 1681 s replikou Plzeňské Madony. Ve zbylých rozích náměstí jsou od roku 2010 umístěny moderní kašny znázorňující chrtici, velblouda a anděla, které jsou prvky plzeňského znaku. Po severním a jižním okraji náměstí jsou vedeny tramvajové linky č. 1, 2 a občas také 4, po východním okraji autobusové linky č. 33, 20, 40.

## Objekty na náměstí
- Katedrála svatého Bartoloměje
- Mariánský sloup
- Trojice kašen architekta Ondřeje Císlera
- Veřejné záchodky a tramvajová čekárna

### Domy dle orientačních čísel
- 1 – Plzeňská radnice
- 2 – Dům U Bílé růže
- 3 – Dům U Zlatého beránka
- 4 – Dům na náměstí Republiky čp. 5
- 5 – Dům na náměstí Republiky čp. 6
- 6 – Dům na náměstí Republiky čp. 93
- 7 – Bezděkovský dům
- 8 – Dům Anny Kreslové
- 9 – Dům U Černého orla
- 10 – Dům na náměstí Republiky čp. 98
- 11 – Dům U Zlatého růžence
- 12 – Scriboniovský dům (též Valdštejnský dům)
- 13 – Chotěšovský dům (Národopisné muzeum Plzeňska)
- 14 – Dům U Zlatého křížku
- 15 – Dům dědiců Svátkových
- – – Dům U Zlatého kolečka
- 16 – Principálský dům (Plzeň)
- 17 – náměstí Republiky 17
- 18 – Dům na náměstí Republiky čp. 132
- 19 – Dům na náměstí Republiky čp. 133
- 20 – Dům na náměstí Republiky čp. 134
- 21 – Dům na náměstí Republiky čp. 135
- 22 – Weinerův dům
- 23 – Měšťanský dům čp. 137 (Muzeum loutek)
- 24 – Dům na náměstí Republiky čp. 138
- 27 – Dům U Bílého jednorožce
- – – Dům U Zlaté lodě
- 33 – Hotel Central
- 35 – Arciděkanství, biskupská rezidence
- 36 – Dům U Červeného srdce
- 37 – Dům U Radlice
- 41 – Císařský dům